# Primer campo profundo del Webb

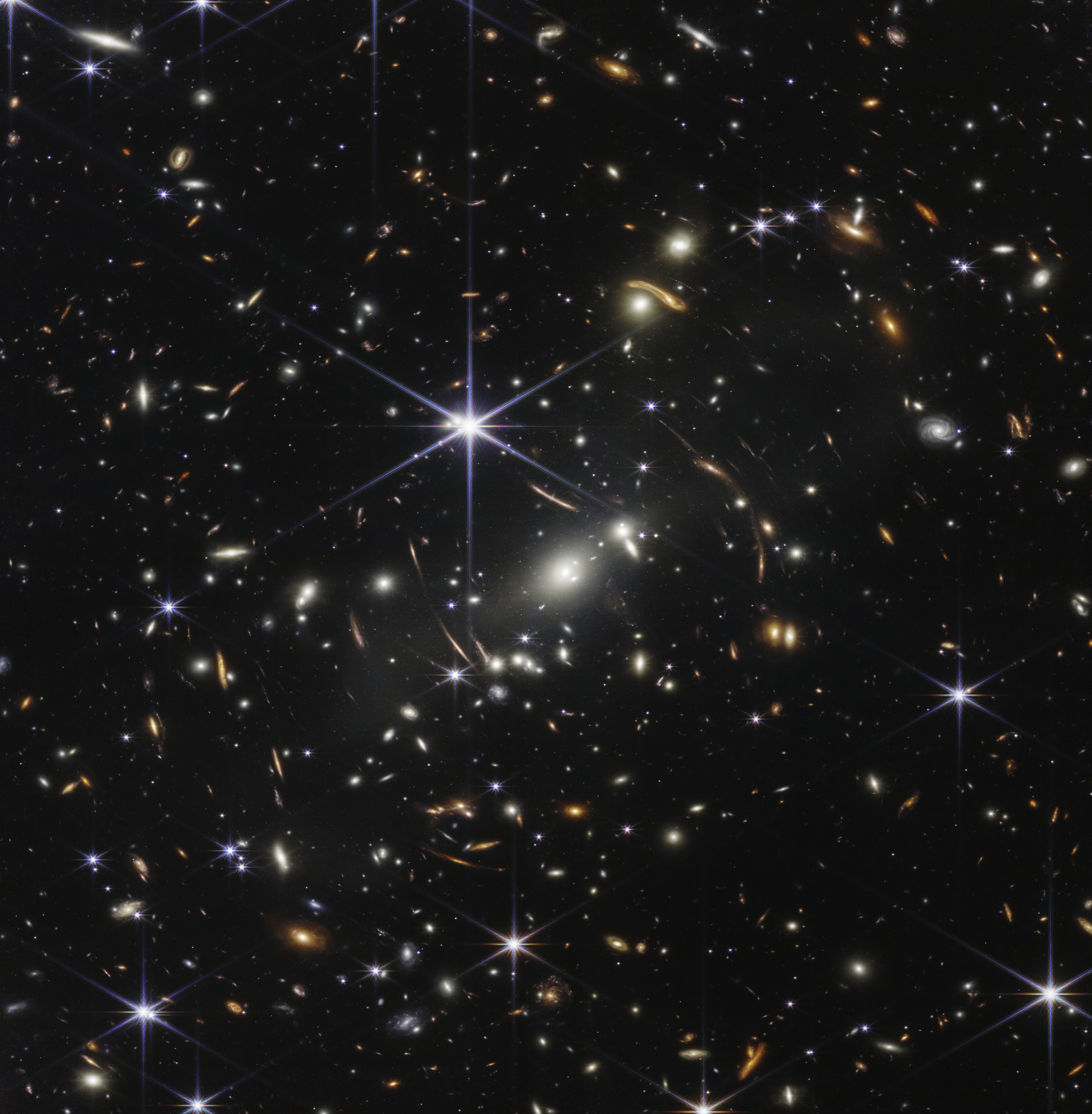
El primer campo profundo de Webb

El Primer Campo Profundo de Webb es la primera imagen operativa tomada por el telescopio espacial James Webb, que muestra el cúmulo de galaxias SMACS 0723, a 4.600 millones de años luz de la Tierra. Revelada al público el 11 de julio de 2022, la imagen compuesta fue tomada por la cámara de infrarrojo cercano (NIRCam) del telescopio y cubre una pequeña zona del cielo visible desde el hemisferio sur . Miles de galaxias son visibles en la imagen, que es la de mayor resolución jamás tomada del universo primitivo.

## Antecedentes
El telescopio espacial James Webb (JWST) es un telescopio diseñado para captar fotones en las frecuencias del infrarrojo, por esa razón se le considera un telescopio para la práctica de la astronomía infrarroja . El primer campo profundo de Webb fue captado por la cámara de infrarrojo cercano (NIRCam) del telescopio y es un compuesto producido a partir de imágenes en diferentes longitudes de onda del infrarrojo, con un total de 12,5 horas de exposición. La fotografía alcanzó profundidades en longitudes de onda infrarrojas superiores a las imágenes de los campos más profundos captados por el telescopio espacial Hubble con 10 días de exposición. El telescopio espacial orbita de forma estacionaria desde el 24 de enero de 2022 el segundo punto de Lagrange de la Tierra (L2), a unos 1,5 millones de kilómetros de la Tierra. En L2, la atracción gravitatoria tanto del Sol como de la Tierra mantiene el movimiento del telescopio alrededor del Sol sincronizado con el de la Tierra
SMACS 0723 es un cúmulo de galaxias del cielo visible desde el hemisferio sur de la Tierra, y a menudo ha sido examinado por el Hubble y otros telescopios en busca del pasado profundo.

## Resultados científicos
La imagen muestra el cúmulo de galaxias SMACS 0723 tal como era hace 4600 millones de años. La imagen del Webb cubre un trozo de cielo con un tamaño angular aproximadamente igual a la que cubre un grano de arena sostenido con el brazo extendido por alguien en el suelo. Muchas de las entidades cosmológicas representadas han sufrido un notable desplazamiento hacia el rojo extremo debido a la extrema distancia en años luz de los fotones que irradian de ellas, incluida la de una galaxia de hace 13.100 millones de años, la más antigua de todas.
La masa combinada del cúmulo de galaxias SMACS 0723 actuó como una lente gravitatoria, magnificando galaxias mucho más distantes detrás de él. La NIRCam del Webb enfocó nítidamente las galaxias distantes, revelando estructuras diminutas y tenues que nunca antes se habían visto, incluidos cúmulos de estrellas y características difusas.

## Significado
El campo profundo es la imagen más antigua y de mayor resolución del Universo jamás tomada.
El primer campo profundo del Webb es la primera imagen en falso color del JWST y la vista infrarroja de mayor resolución del universo hasta ahora capturada. La imagen revela miles de galaxias en una pequeña porción del vasto universo, y la nítida vista en el infrarrojo cercano del Webb mostró estructuras débiles en galaxias extremadamente distantes, ofreciendo la visión más detallada del universo temprano hasta la fecha. Miles de galaxias, que incluyen los objetos más débiles jamás observados en el infrarrojo, han aparecido a la vista del Webb por primera vez.
Fue revelado por primera vez al público durante un evento en la Casa Blanca el 11 de julio de 2022 por el presidente estadounidense Joe Biden.